# Metaphycus swirskii
Metaphycus swirskii är en stekelart som beskrevs av Annecke och Mynhardt 1979. Metaphycus swirskii ingår i släktet Metaphycus och familjen sköldlussteklar.
Artens utbredningsområde är:
- Frankrike.
- Grekland.
- Italien.
- Kenya.
- Israel.

Inga underarter finns listade i Catalogue of Life.